# Манастир Ксенофонт
Манастир Ксенофонт (грч. Μονη Ξενοφωντος) - је манастир на Светој гори, у хијерархији светогорских манастира на 16-ом месту. Смештен је у западном делу Атонског полуострва.
Манастир је у X веку основао Ксенофон грчки властелин по коме је манастир и добио име. Саборни храм манастира посвећен је Светом Георгију Победоносцу (сачуване су две зграде - стари храм из XVI века и нови из XIX века).
Међу светим моштима које манастир чува су делови моштију Свете Марије Антиохијске, Свете Модесте римске, Јакова Персијана, великомученика Харалампија, великомученика Пантелејмона, Свете Петке и многи други.
Данас у манастиру живи око 30 монаха.
Библиотека манастира чува више од 300 оригиналних рукописа и 4.000 штампаних књига.
Манастир се од 1988. године, заједно са осталих деветнаест светогорских манастира, налази на УНЕСКО-вој листи светске баштине у склопу споменика средњег века обједињених под заштићеном целином Планина Атос.